# 永乐公主 (唐代宗之女)
永乐公主（?—?），唐朝公主，是中国唐朝第八代皇帝唐代宗李豫之女。她的生母不详。唐代宗大历九年（774年）三月初九，许嫁永乐公主给魏博节度使田承嗣第三子田华。建中二年（781年）十一月初四，唐德宗正式把永乐公主嫁给了田华。永乐公主去世后，贞元十二年（796年），唐德宗又将新都公主嫁给了田华。 